# Жирак (річка)
Жира́к — річка в Україні, в Кременецькому районі Тернопільської області. Права притока Горині (басейн Прип'яті).

## Опис
Довжина 30 км. Площа водозбірного басейну 561 км². Похил річки 0,24 м/км. Долина трапецієподібна, неглибока, схили пологі, розорані. Заплава двостороння, завширшки 200—300 м, подекуди заболочена. Річище слабозвивисте, завширшки 3—20 м, у пониззі до 15—20 м. Живлення мішане. Замерзає в грудні, скресає наприкінці березня. Використовується для господарських потреб.

## Розташування
Жирак бере початок із джерел біля села Шили. Тече на північний схід і впадає до Горині біля західної околиці села Грибова, що на північний схід від Ланівців.
Основні праві притоки: Свинорийка, Буглівка, Жердь.
Над річкою розташовані м. Ланівці та близько 10 сіл.

## Ботанічний заказник
У межах заплави річки між селами Пахиня та Влащинці Кременецького району розташований ботанічний заказник місцевого значення «Заплава річки Жирак».

## Цікаві факти
- Уздовж усієї річки, від витоків до гирла, проходить залізниця Тернопіль — Шепетівка (відтинок Збараж — Ланівці).